# Glaphyrus pubescens
Glaphyrus pubescens is een keversoort uit de familie Glaphyridae. De wetenschappelijke naam van de soort is voor het eerst geldig gepubliceerd in 1949 door Schweiger.